# سنت-پرپتو (شودییر-آپالاش)
سنت-پرپتو، شودییر-آپالاش (به فرانسوی: Sainte-Perpétue) شهری در منطقه شهری لیزله ناحیه شودییر-آپالاش در استان کبک کانادا است. در سرشماری سال ۲۰۱۱ این شهر ۱٬۹۰۰ نفر جمعیت داشته‌است و مساحت آن ۲۸۴٫۵۱ کیلومتر مربع است.